# Janet Pilgrim
Pour les articles homonymes, voir Pilgrim.
Vous pouvez aider à l'améliorer ou bien discuter des problèmes sur sa page de discussion.
- Il ne cite pas suffisamment ses sources. Vous pouvez indiquer les passages à sourcer avec {{référence nécessaire}} ou {{Référence souhaitée}}, et inclure les références utiles en les liant aux notes de bas de page. (Marqué depuis mai 2025)
- Son texte doit être wikifié : il ne correspond pas à la mise en forme Wikipédia (style, typographie, liens internes, liens entre les wikis, etc.). (Marqué depuis mai 2025)

- Archive Wikiwix
- Bing
- Cairn
- DuckDuckGo
- E. Universalis
- Gallica
- Google
- G. Books
- G. News
- G. Scholar
- Persée
- Qwant
- (zh) Baidu
- (ru) Yandex
- (wd) trouver des œuvres sur Wikidata

Janet Pilgrim (de son vrai nom Charlaine Edith Karalus), née le 13 juin 1934 à Wheaton (Illinois) et morte le 1er mai 2017, est une des premières Playmates de Playboy, alors engagée depuis peu comme collaboratrice de l'éditeur.
Elle est une des deux seules femmes de toute l'histoire du magazine à avoir été choisie trois fois, posant successivement comme Miss juillet 1955, Miss décembre 1955 et Miss octobre 1956. L'autre a été publiée sous deux noms différents : Margaret Scott (Miss février 1954) et Marilyn Waltz (Miss avril 1954 et Miss avril 1955).
Janet marqua une évolution considérable dans l'histoire des pin-ups américaines, première jeune fille « convenable » à se déshabiller devant un objectif ; or, à l'époque, poser nue était considéré comme honteux et scandaleux. 

## Jeunesse
Charlaine Karalus était née dans un foyer désuni qu'elle avait quitté à l'âge de dix-huit ans pour un mariage malheureux et de courte durée. Elle fut embauchée au Service Abonnements  de Playboy alors qu'elle avait 20 ans. 
En 1955 Playboy était dans sa deuxième année d'existence ; les playmates présentées jusqu'alors par le magazine avaient souvent été des pin-ups professionnelles photographiées pour des calendriers, et pas spécifiquement pour le magazine. 
Elle fut remarquée par Hefner, à la fois pour son travail et sa plastique ; ils sortirent et couchèrent ensemble pendant quelque temps. Il lui proposa de poser en tant que playmate, et elle accepta contre la promesse de l'achat d'un adressographe pour faciliter le travail de son service.

## Miss Juillet 1955
Le pseudonyme Pilgrim (pèlerin) fut choisi de façon humoristique en allusion au puritanisme ambiant de l'époque, supposé importé aux États-Unis par les Pilgrim fathers au XVIIe siècle.  
Les photos prises par Arthur-James, considérées comme très osées à l'époque (Janet porte un déshabillé grand ouvert dégageant ses épaules et laissant les pointes des seins presque visibles) en prenaient en effet le contrepied ; elles étaient accompagnés d'un texte qui expliquait :
« Nous pensons qu'il est normal de croire que les ravissantes Playmates existent dans un monde à part. En fait, les Playmates en puissance sont tout autour de vous : la nouvelle secrétaire à votre bureau, la beauté aux yeux de biche qui était en face de vous hier pendant le déjeuner, la fille qui vous vend chemises et cravates dans votre magasin préféré. Nous avons découvert notre Miss Juillet au sein de notre service des abonnements, traitant les souscriptions initiales, les renouvellements et les commandes d'anciens numéros. Elle s'appelle Janet Pilgrim et elle est aussi efficace dans son travail qu'agréable à regarder. Janet n'a jamais posé auparavant mais nous pensons qu'elle est vraiment au niveau des plus jolies Playmates jusqu'alors. »
Janet est assise à sa table de maquillage et semble se préparer pour une sortie mondaine ; en arrière-plan, et floue, apparaît la silhouette d'un homme en smoking qui serait Hefner lui-même. Une photo de Janet illustrait la couverture de ce numéro.
Sa photo, allongée sur une plage au soleil, ornait aussi la couverture du numéro de Juillet 1955. 
Le directeur artistique de Playboy, Arthur Paul, pensa tout d'abord que faire poser une collaboratrice n'était pas une très bonne idée ; il estimait que cela allait trop loin, qu'elle serait reconnue et qu'elle en serait gênée. Mais, personnifiant de façon idéale et inédite « la fille d'à côté » (The Girl next door) que Hefner souhaitait comme playmate, Janet Pilgrim parut plus réelle aux lecteurs. Le magazine reçut des centaines de lettres d'approbation, ce qui incita Hefner à lui proposer de poser une seconde fois.

## Miss Décembre 1955
Pour ce numéro, elle avait hésité, par suite de la gêne de ses proches, et quelque peu désorientée par la tournure trop personnelle de certaines lettres d'admirateurs. Hefner parvint cependant à la convaincre, et elle posa cette fois au pied d'un arbre de Noël. Janet, très souriante, est parée de bijoux somptueux et semble nue sous une étole de vison blanc, cadeau qu'elle vient probablement de déballer et qui dissimule à peine sa généreuse poitrine. Une veste noire jetée sur une chaise en arrière-plan suggère la présence d'un homme. D'autres photos en noir et blanc la montraient en train de se détendre dans son appartement ; le texte précisait qu'elle aimait porter des pyjamas d'homme, mais seulement la veste. Elle était également le sujet de la couverture du magazine.
Elle reçut des offres d'engagement de toutes sortes, mais préféra rester chez Playboy dont les ventes grimpèrent en 1957, de 600.000 à 900.000 exemplaires mensuels. Elle appela personnellement tous les lecteurs qui souscrivaient, pour 150 $, un abonnement à vie.
Elle participa à toutes sortes de manifestations promotionnelles (dans des congrès professionnels, des foires, courses automobiles, fêtes estudiantines, et passa même un week-end au célèbre Darmouth College, invitée par des étudiants et dédicaçant ses photos. Elle subit aussi le harcèlement de ses admirateurs, rendant sa vie personnelle difficile.
Par ailleurs, elle fut déçue par le caractère volage de Hefner, qui n'avait pas complètement quitté sa femme et courait aussi après d'autres filles ; elle tenta par deux fois de quitter le magazine mais il parvint à la retenir et même à obtenir qu'elle pose une troisième fois.

## Miss Octobre 1956
Pour cette dernière apparition, Janet apparut moins souriante, songeuse, attablée dans un bar devant un cocktail, et montrant un décolleté un peu plus plongeant, dévoilant presque ses seins. La présence d'autres personnes n'était suggérée que par quelques verres vides. 
Peu de temps après, elle quitta Playboy de façon définitive, mais apparut encore en janvier 1957 sur la couverture de la revue, avec les autres playmates de l'année passée.

## La vie après Playboy
Elle rencontra par la suite un jeune et brillant homme d'affaires, ils se marièrent, s'installèrent dans une banlieue chic de New-York et eurent deux filles. Elle eut cinq petits-enfants. 
N'ayant fait que peu d'études, elle reprit des cours d'infirmière à l'âge de 46 ans au Norwalk Community College dont elle fut diplômée en 1984. Elle travailla ensuite en gériatrie jusqu'à sa retraite. 
Elle garda cependant des contacts avec le monde de Playboy et participa notamment à la réunion organisée à l'automne 1979 par Hefner et qui rassembla 136 playmates au Manoir Playboy de Los Angeles.
Elle est décédée à Norwalk (Connecticut), à l'âge de 82 ans.

## Principales apparitions télévisées ou en video
- Playboy's Playmates: The Early Years (1992) (V)
- Playboy: The Party Continues (2000) (TV)
- Inside the Playboy Mansion (2002) (TV)

## Apparitions dans les numéros spéciaux dePlayboy
- Playboy's Playmates - The First 15 Years, 1983, pages 12-13
- Playboy's Nude Celebrities, juillet 1995, page 66
- Playboy's Book of Lingerie, septembre-octobre 1995, page 71
- Playboy's Pocket Playmates, Vol. 6 (1953-1964, 1995-1996), février 1997, pages 81, 85, 87
- Playboy's Facts & Figures, octobre 1997, page 52
- Playboy's Sex Stars of the Century, août 1999, page 33
- Playboy's Centerfolds Of The Century, (avril 2000), page 88
- Playboy's Celebrating Centerfolds Vol. 5 (mai 2000), page 44

### Sources et bibliographie
- Gretchen Edgren (trad. de l'anglais par Jacques Collin), Playboy Quarante ans [« The Playboy Book: Forty Years »], Paris, Editions Hors Collection, 1996, 336 p. (ISBN 2-258-04468-5) p. 28-31
- Gretchen Edgren (trad. de l'anglais par Tom Morrow; Lien), Le livre des Playmates : Six décennies de charme [« The Playmate Book: Six Decades of Centerfolds »], Köln/London/Paris etc., Taschen GmbH, 2005, 472 p. (ISBN 3-8228-4385-7) p. 34-35, 43
- (en) Gay Talese, Thy Neighbour's Wife, Londres, Pan Books Ltd., 1981, 512 p. (ISBN 0-330-26404-4) p. 85-88
- Russell Miller (trad. de l'anglais par Elizabeth Kern), L'histoire excessive de Playboy : Trop de fric, trop de filles, trop vite ... [« Bunny, the real story of Playboy »], Paris, Albin Michel, 1987, 307 p. (ISBN 2-226-02961-3) p. 52-54